# Мандель Семен Соломонович
Семен Соломонович Ма́ндель (нар. 27 жовтня 1907, Вінниця — пом. 19 вересня 1974, Ленінград) — російський радянський художник театру і кіно, графік.

## Біографія
Народився 27 жовтня 1907 року у місті Вінниці Подільської губернії Російської імперії (тепер Україна). 1931 року закінчив Київський художній інститут (навчався на кіновідділенні у Володимира Татліна). Працював в кіно, виконував сатиричні малюнки. Учасник німецько-радянської війни з 23 червня 1941 року. З 1942 року — в агітвзводі Ленінградського фронту.
З 1952 року працював головним художником Ленінградського театра імені Ленінського комсомолу. Брав участь в художніх виставках з 1965 року.
Помер в Ленінграді 19 вересня 1974 року. Похований у передмісті Санкт-Петербурга на Комаровському селищному кладовищі.

## Роботи
Оформляв спектаклі в театрах, естрадні та циркові вистави. Зокрема: «Фронт» О. Є. Корнійчука, «Російське питання» К. М. Симонова (обидва 1942), «Іркутська історія» О. М. Арбузова, «Океан» О. П. Штейна, «Піднята цілина» М. О. Шолохова (початок 1950-х років, все в співпраці з Г. О. Товстоноговим), «Якорна площа» (1960, режисер Р. А. Биков).
Оформив:
- музичні фільми «Концерт на екрані» (з Я. Н. Рівошем), «Музична історія», «Антон Іванович сердиться» (з А. Векслером), «Концерт майстрів мистецтв», «Майстри російського балету»;
- українські фільми: «Зміна росте» (1931), «Негр із Шерідана», «Люлі-люлі, дитино», «Можливо, завтра» (1932), «Молодість», «Червона хустина» (1934), «Остання ніч» (1935).
- фільм «Приборкувач тигрів» (з Векслером).

Брав участь в постановці фільмів: «Шлях корабля», «Дівчина поспішає на побачення», «Моя любов», «Весілля», «Перша рукавичка» (з І. Степановим і B. Камським), «Російське питання», «Міст перейти не можна» (з В. Улітко і Т. Васильківською) і інші.
Автор афіші «Водяна пантоміма „Бунтар Кармелюк“» (1937) та кіноплакатів до фільмів:
- «Земля» (1930);
- «Вальцювання заліза» (1931);
- «Кінь» (1931).

Твори зберігаються в Російському музеї, в музеях і приватних збірках в Росії і за кордоном.

## Відзнаки
- Орден Червоної Зірки (2 вересня 1945)[1];
- Сталінська премія (1948, за фільм «Російське питання»);
- Заслужений діяч мистецтв РРФСР з 21 січня 1969 року.